# 8635 Юріосипов
8635 Юріосипов (8635 Yuriosipov) — астероїд головного поясу, відкритий 13 серпня 1985 року.
Тіссеранів параметр щодо Юпітера — 3,481.